# 永井友理 (ホッケー選手)
永井 友理（ながい ゆり、1992年5月26日 - ）は、日本のフィールドホッケー選手。

## 経歴・人物
岐阜県出身。各務原市立中央中学校、岐阜県立岐阜各務野高校を経て、東海学院大学短期大学部を卒業し、ソニーグローバルマニュファクチャリング&オペレーションズに所属する。
2016年リオデジャネイロオリンピックにホッケー女子日本代表として出場した 。妹は同じくホッケー女子日本代表の永井葉月。
2024年12月22日、現役引退を表明。